# Godfrey Bloom
Godfrey William Bloom, född den 22 november 1949 i London, är en brittisk politiker.
Bloom är ledamot av EU-parlamentet för Yorkshire och Humber, representerande United Kingdom Independence Party (UKIP). Han valdes in i parlamentet första gången 2004 och återvaldes 2009.

## Övrigt
Godfrey Bloom är medlem i Ludwig von Mises Institute.